# Liste gefüllter Speisen

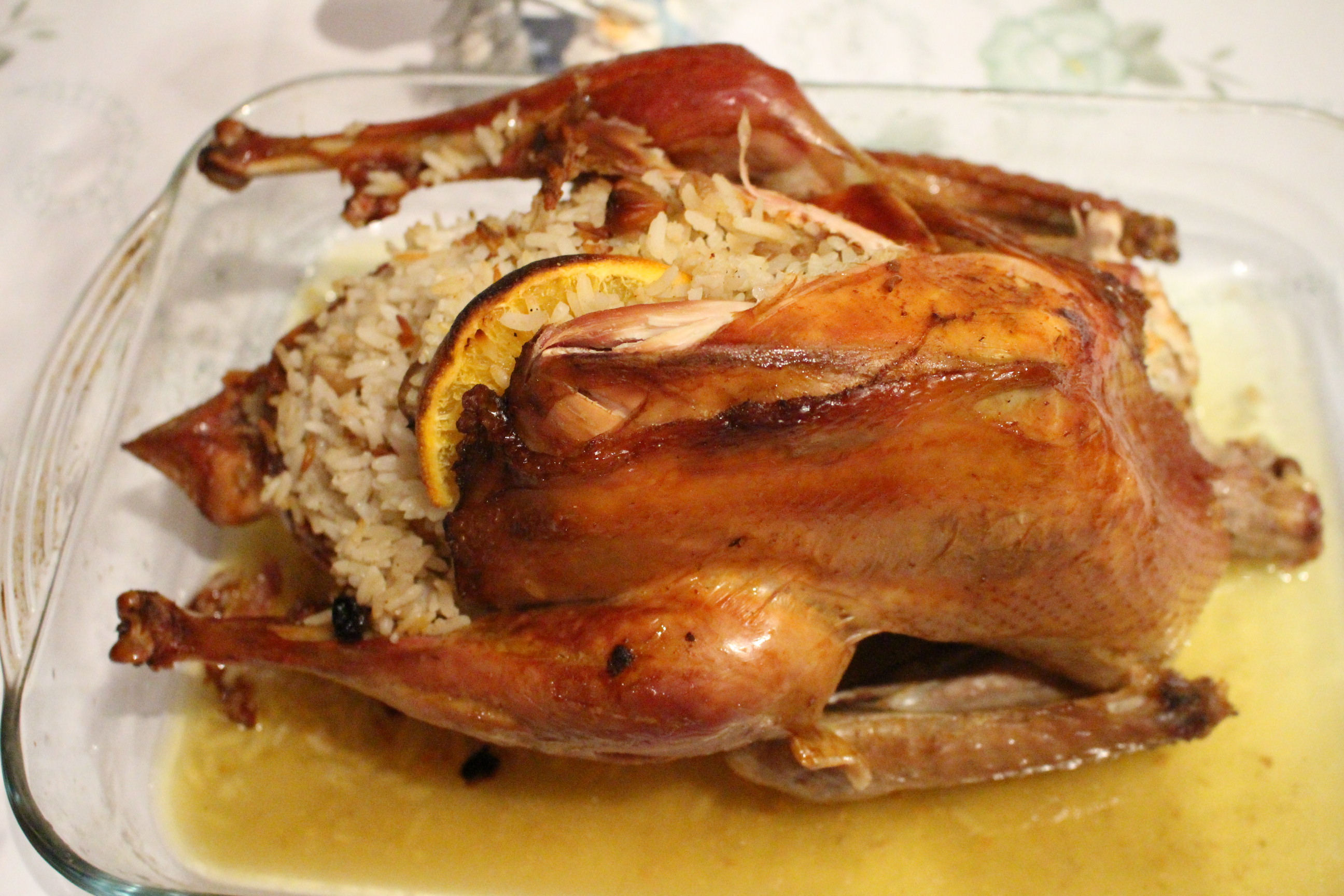
Mit Reis gefülltes Huhn

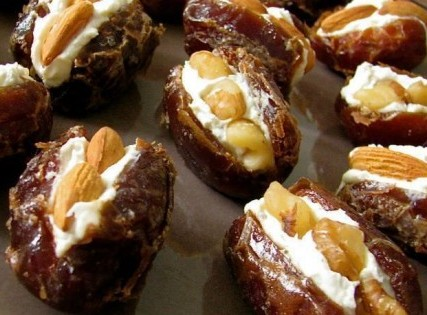
Mit Mandeln gefüllte Datteln

Dies ist eine Liste gefüllter Speisen aus aller Welt. Die Liste erhebt keinen Anspruch auf Vollständigkeit. Gegenstand dieser Liste sind Speisen, die in herkömmlicher Zubereitungsweise in der servierfertigen Form eine Füllung enthalten, die von einer Hülle umschlossen ist. Die Einteilung erfolgt dabei nach Art der gefüllten Hülle.

## Definition
Gefüllte Lebensmittel bestehen aus Zutaten, die auf irgendeine Weise verarbeitet werden (meist zerkleinert und gewürzt) und in eine äußere Hülle gefüllt werden, die diese Füllung zureichend umhüllt. Dazu zählen auch Würste – gehacktes Fleisch in Darm oder Kunstdarm gefüllt. Einige Hüllen werden aus Gemüse oder Blättern (wie Kohl, Weinblätter, Maisblätter, Bananenblätter) und Blüten von Zucchini hergestellt, für andere Hüllen verwendet man Teig aus Weizen- oder Maismehl, auch Reismehl mit Tapioka vermischt.
Gefüllte Speisen symbolisieren in vielen Kulturen die Idee der Fülle an Lebensmitteln zum Beispiel bei Erntedankfesten und sind charakteristisch an Sukkot.
Traditionell wurden Lebensmittel gefüllt oder eingewickelt, um sie tragbar zu machen, um einem langweiligen Produkt Geschmack zu verleihen oder um lose Lebensmittel zusammenzuhalten. Manchmal spielen auch Kosten oder eine bessere Verwertung eine Rolle.

## Geschichte
Schon bei den alten Griechen und Römer wurden Pasteten in einem Teigmantel hergestellt. Die Pastetenhülle hatte die Aufgabe, die Füllung zu schützen, sie haltbarer zu machen und als Blickfang zu dienen, deshalb wurden diese Umhüllungen wohl anfangs nicht mitgegessen. Blätterteig wird in der Gastronomie für das Herstellen von Fleischstücken im Teigmantel (z. B. Rinderfilet Wellington, Kasseler im Blätterteig), von Pastetenhäusern (Vol-au-vent), für Würstchen oder Hackfleisch im Blätterteigmantel verwendet.
Von Petronius ist schon aus dem 1. Jahrhundert n. Chr. ein Schauessen bekannt, wo ein mit lebenden Vögeln gefüllter ganzer Eber zu einem Bankett serviert wurde. Apicius erwähnte pastello volativo, lebende Vögel in einem Teiggehäuse, auch sind seine mit Hackfleisch gefüllten Siebenschläfer bekannt, wie auch die römische Küche gefüllte Braten liebte wie gefüllte Gans, gefülltes Spanferkel und gefüllte Hasen.
Frühe schriftlich nachgewiesene Rezepte für gefüllte bzw. umwickelte Speisen gehen auf den arabischen Kochbuchautor Ibn Sayyar al-Warraqs und seine Zusammenstellung von Bagdader „Hofgerichten“ im Kitāb al-Ṭabīkh aus dem 8. bis frühen 10. Jahrhundert zurück. Seine gefüllten Speisen fielen in mehrere Kategorien, deren Zubereitung (unter neuen Namen) zum Teil bis heute überlebte: Würste, im Ganzen geröstete gefüllte Schlachttiere, in Fettnetz gewickeltes Fleisch, den Samosa ähnliche, gefüllte Teigtaschen (das Wort sanbusaj erschien im selben Kapitel wie die Würste), gefüllte Canapé-Sandwiches, Crêpes, röhrenförmige Cannoli, u. a. Im 13. Jahrhundert erschienen im arabischen Raum neue gefüllte Speisen wie Dolma, gekochte gefüllte Hühnchen, mit Mandeln gefüllte Datteln, verschieden gefüllte Backwaren in dünnem Teig und als Kuriosum der Brauch, geröstete Tiere mit anderen gerösteten kleineren Tieren zu füllen oder bereits geröstetes Lamm nachträglich zu füllen.

## Gefüllte Speisen
| Bild                          | Name der Speise                | Herkunft                                              | Beschreibung, Anmerkungen                                                                                          |
| Fleisch                       | Fleisch                        | Fleisch                                               | Fleisch |
| ----------------------------- | ------------------------------ | ----------------------------------------------------- | --- |
|                               | Ballotines de volaille         | (Europa) Frankreich, Elsass                           | Ballotine aus entbeinten, gefüllten Hühnerbeinen                                                                   |
|                               | Carpetbag steak                | (Ozeanien) Australien, Neuseeland                     | dickes Steak mit eingeschnittener, gefüllter „Tasche“                                                              |
|                               | Colonial duck                  | (Ozeanien) Australien                                 | die „Koloniale Ente“ ist eine entbeinte, gefüllte Lamm- oder Hammelschulter                                        |
|                               | Colonial goose                 | (Ozeanien) Neuseeland, Australien                     | die „Koloniale Gans“ ist eine entbeinte, gefüllte Lamm- oder Hammelkeule                                           |
|                               | Cordon Bleu                    | (Europa) Schweiz                                      | gefülltes Schnitzel                                                                                                |
|                               | Crépinette                     | (Europa) Frankreich                                   | Wurstspezialität aus einer Fleischfarce im Schweinenetz                                                            |
|                               | Farsu magru                    | (Europa) Sizilien                                     | Rollbraten aus Rindfleisch                                                                                         |
|                               | Fegatelli                      | (Europa) Toskana                                      | Leber im Fettnetz                                                                                                  |
|                               | Filet Wellington               |                                                       | Rinderfilet im Teigmantel                                                                                          |
|                               | Gefüllte Kalbsbrust            | (Europa)Österreich                                    | mit Semmelknödelteig, Gemüse und Gewürzen gefüllte Kalbsbrust                                                      |
|                               | Gefüllter Ochsenschwanz        |                                                       | entbeinter gefüllter Ochsenschwanz, Queue de Boeuf Farcie                                                          |
|                               | Gefülltes Kalbsherz            |                                                       | aufgeschnittenes Herz mit Kalbfleischfarce gefüllt, in Speckscheiben eingewickelt geschmort                        |
|                               | Gefüllte Lammschulter          | (International) Europa, Vorderasien                   | entbeinte, gefüllte Lammschulter                                                                                   |
|                               | Gefülltes (Milch-)Lamm         | (International) Europa, Vorderasien                   | |
|                               | Gefüllter Schweinebauch        |                                                       | mit Füllung gestopfter Schweinebauch                                                                               |
|                               | Gefüllte Schweinebrust         |                                                       | gefüllte Fleischroulade                                                                                            |
|                               | Gefülltes Spanferkel           | (international)                                       | entbeintes Spanferkel mit einer Füllung                                                                            |
|                               | Involtini alla siciliana       | (Europa) Sizilien                                     | Rouladen aus Kalbfleisch                                                                                           |
|                               | Kiewer Kotelett                | (Europa) Ukraine                                      | gefüllte Hühnerbrust                                                                                               |
|                               | Koofteh Tabrizi                | (Asien) Täbris in Aserbaidschan                       | großer gefüllter Kloß aus Hackfleisch                                                                              |
|                               | Kuřecí kapsa                   | (Europa) Tschechien                                   | gefüllte Hähnchenbrust                                                                                             |
|                               | Lammkrone                      | (International)                                       | ein Kronenbraten aus Lammrippchen oft mit Reis gefüllt                                                             |
|                               | Lièvre en Chabessal            | (Europa) Limousin und Périgord                        | gefüllter Hase mit einer Schnur so zusammengebunden, dass er in einem runden Gefäß gegart werden kann              |
|                               | Lièvre à la royale             | (Europa) Frankreich                                   | entbeinter Hase mit einer Füllung aus Hasenkeulen, Trüffeln, Foie Gras, dazu Soße mit Blut und Innereien des Hasen |
|                               | T'beet                         | (Asien) Irak                                          | gefülltes, in Reis geschmortes Brathuhn der jüdischen Küche                                                        |
|                               | Thanksgiving Turkey            | (Nordamerika) USA                                     | gefüllte Pute zu Thanksgiving                                                                                      |
|                               | Gefüllte Tauben                | (Afrika) Ägypten, Nordafrika                          | |
|                               | Gefüllte Wachteln              |                                                       | ganz oder teilweise entbeinte Wachteln mit Füllung                                                                 |
|                               | Weihnachtsgans                 | (Europa)                                              | gefüllte Gans zu Weihnachten                                                                                       |
|                               | Zampone                        | (Europa) Italien, Emilia-Romagna                      | gefüllter Schweinsfuß                                                                                              |
| Eier                          |                                |                                                       | |
|                               | Gefüllte Eier                  | (Europa)                                              | |
|                               | Russische Eier                 | (Europa)                                              | Variante mit Kaviar                                                                                                |
| Haut und Innereien            |                                |                                                       | |
|                               | Cappello da prete              | (Europa) Italien                                      | Kochwurst in einer Hülle aus Schwarte in Form eines Priesterhutes                                                  |
|                               | Cou de canard farci            | (Europa) Frankreich, Italien                          | Haut vom Entenhals gefüllt wie eine Wurst mit Leber, Pistazien und Parmesankäse                                    |
|                               | Cou d'oie farci                | (Europa) Elsass                                       | Haut vom Gänsehals gefüllt mit gehacktem Schweinefilet, Kalbsschulter, Gänseleberpastete, Trüffeln und Cognac      |
|                               | Gefilte Helzel                 |                                                       | jiddisch für gefüllte Hälse(l), Haut vom Geflügelhals gefüllt wie eine Wurst                                       |
|                               | Haggis                         | (Europa) Schottland                                   | Schafsmagen mit einer Füllung aus Innereien und Hafermehl                                                          |
|                               | Kischke                        | (Europa) Osteuropa                                    | Kishke für jiddisch (gefüllte) Därme, Wurst im Rinderdarm mit Matzemehl und Fett                                   |
|                               | Pfälzer Saumagen               | (Europa) Deutschland                                  | gefüllter Schweinemagen                                                                                            |
|                               | Širden                         | (Asien) Türkei                                        | gefüllter Labmagen vom Lamm oder Zicklein                                                                          |
|                               | Stigghiola                     | (Europa) Sizilien                                     | gefüllter und gegrillter Lammdarm                                                                                  |
|                               | Wurst                          | (International)                                       | zerkleinertes Fleisch und Gewürze in einem Darm                                                                    |
| Fisch und Meeresfrüchte       |                                |                                                       | |
|                               | Gefilte Fisch                  | (Europa)                                              | kalt serviertes Fischgericht                                                                                       |
|                               | gefüllte Austern               |                                                       | z. B. Oysters Bienville, Oysters Rockefeller                                                                       |
|                               | Gefüllte Muscheln              | (International) Italien, Türkei, USA                  | gefüllte Muscheln wie zum Beispiel Clams Casino                                                                    |
|                               | Gefüllter Tintenfisch          | (International) Mittelmeerraum, Japan, China          | mit den gehackten Tentakeln und Semmelbröseln oder Reis gefüllt                                                    |
|                               | Hummer Thermidor               | (Europa) Frankreich                                   | gefüllter Hummer                                                                                                   |
|                               | Sarde a beccafico              | (Europa) Sizilien                                     | gefüllte Sardinen                                                                                                  |
|                               | Weihnachtskarpfen              | (Europa) Deutschland und Nachbarländer                | Karpfen, der bisweilen mit Gemüse gefüllt wird                                                                     |
| Gemüse                        |                                |                                                       | |
|                               | Chile relleno                  | (Nordamerika) Mexiko, USA                             | grüne Chilischoten gefüllt und ausgebacken                                                                         |
|                               | Dolma                          | (Asien) Orient                                        | mit Reis oder Hackfleisch gefülltes Gemüse                                                                         |
|                               | Gefüllte Artischockenherzen    | (Europa) Frankreich, USA                              | Artichauts à la barigoule                                                                                          |
|                               | Gefüllte Auberginen            | (International) Mittelmeerländer, Naher Osten         | ausgehöhlte, präparierte und mit herzhaften Zutaten gefüllte Auberginen                                            |
|                               | Gefüllte Champignons           |                                                       | verschieden gefüllte, stiellose Pilzköpfe                                                                          |
|                               | Gefüllte Gurken                | (Europa)                                              | Oi sobagi (Korea)                                                                                                  |
|                               | Gefülltes Kraut                | (Europa) Mittel- und Südosteuropa                     | Kohlrouladen aus Weiß- oder Rotkohl                                                                                |
|                               | Gefüllte Kohlrabi              | (Europa) Italien, Europa                              | gekochte und dann ausgehöhlte Kohlrabi mit Füllung                                                                 |
|                               | Gefüllte Kürbisse              |                                                       | Kürbisse aller Art, oft mit Fleisch und Reis oder Suppe gefüllt                                                    |
|                               | Gefüllte Paprika               | (Asien) Türkei                                        | meist gekochte, gefüllte ganze Paprika                                                                             |
|                               | Gefüllte Tomaten               | (Europa) Italien                                      | meist halbierte Tomaten mit variierender Füllung                                                                   |
|                               | Gefüllte Zucchiniblüte         | (Europa) Italien, Griechenland, Frankreich            | um Hackfleisch gedrückte Blüten(blätter)                                                                           |
|                               | Gefüllte Zwiebeln              | (International)                                       | große, mit Reis, Fleisch oder Gemüse gefüllte Zwiebeln                                                             |
|                               | Imam bayildi                   | (International) Türkei, Südosteuropa                  | gefüllte Auberginen                                                                                                |
|                               | Magdous                        | (Asien) Syrien                                        | kleine gefüllte Auberginen                                                                                         |
|                               | Melanzane ripiene              | (Europa) Kalabrien                                    | mit Käse gefüllte Auberginen                                                                                       |
|                               | Sarma                          | (Europa) Südosteuropa                                 | Roulade aus Mangold-, Kohl- oder Weinblättern                                                                      |
|                               | Sheikh al-mahshi               | (Asien) Irak                                          | „Speise des Scheichs“, ausschließlich mit Hackfleisch gefüllte Auberginen und Zucchini                             |
| Obst                          |                                |                                                       | |
|                               | Gefüllte Ananas                | (Europa)                                              | pikant oder süß gefüllte Ananas                                                                                    |
|                               | Bratäpfel                      | (Europa) Deutschland                                  | gebackene Äpfel mit süßer oder je nach Region auch herzhafter Füllung                                              |
|                               | Devils on Horseback            | (Europa) Britannien                                   | gefüllte Backpflaumen mit Speck umwickelt                                                                          |
|                               | Gefüllte Datteln               |                                                       | |
|                               | Gefüllte Melone                |                                                       | „Melon en Surprise“ gefüllt mit Früchte-Macédoine                                                                  |
|                               | Tufahija                       | (Europa) Bosnien                                      | mit Zuckerwasser pochierter Apfel, mit Walnüssen gefüllt                                                           |
| Herzhafte Back- und Teigwaren |                                |                                                       | |
|                               | Agnolotti                      | (Europa) Piemont, Savoyen                             | gefüllte Pastasorte                                                                                                |
|                               | Agnolini                       | (Europa) Lombardei                                    | Pastasorte ähnlich den Tortellini                                                                                  |
|                               | Anolini                        | (Europa) Piacenza                                     | runde, mit Rinderschmorbraten gefüllte Pastasorte                                                                  |
|                               | Arancino                       | (Europa) Sizilien                                     | frittierte Reisbällchen                                                                                            |
|                               | Baozi                          | (Asien) China                                         | gedämpfte gefüllte Hefeklößchen                                                                                    |
|                               | Beggar's Purse                 | USA                                                   | zu Beutelchen gebundene Crêpes mit Füllung                                                                         |
|                               | Bierock                        | (Nordamerika) Amerika                                 | auch als Runza bekannt                                                                                             |
|                               | Börek                          | (International) Anatolien, Naher Osten, Balkan        | mit Hackfleisch oder Käse gefülltes Blätterteiggebäck                                                              |
|                               | Boraki                         | (Asien) Armenien                                      | zylindrische Teigtaschen mit Fleischfüllung                                                                        |
|                               | Bouchée                        | (Europa) Frankreich                                   | kleine Pasteten, die meist herzhaft, als Nachspeise auch süß gefüllt sind                                          |
|                               | Brotbecher                     | (Europa)                                              | Eintopf im Brotlaib                                                                                                |
|                               | Burrito                        | (Nordamerika)                                         | um eine variierende Füllung gewickelte Tortilla                                                                    |
|                               | Buuds                          | (Asien) Mongolei                                      | gedünstete Teigtasche mit Fleischfüllung, ähnlich den Chuuschuur                                                   |
|                               | Cannelloni                     | (Europa) Italien                                      | große gefüllte Röhrennudeln                                                                                        |
|                               | Cappelletti                    | (Europa) Provinz Reggio Emilia                        | gefüllte Eierteigwaren ähnlich den Tortellini                                                                      |
|                               | Cappellacci di zucca ferraresi | (Europa) Provinz Ferrara                              | Teigtaschen mit Kürbisfüllung, Variante der Capelletti                                                             |
|                               | Cepelinai                      | (Europa) Litauen                                      | mit Hackfleisch oder Quark gefüllte Kartoffelklöße, Nationalgericht der litauischen Küche                          |
|                               | Chinkali                       | (Asien) Georgien                                      | gekochte Teigtaschen                                                                                               |
|                               | Chūkaman                       | (Asien) Japan                                         | gedämpfte Teigtaschen, japanische Form der Baozi                                                                   |
|                               | Chuuschuur                     | (Asien) Mongolei                                      | frittierte Teigtaschen                                                                                             |
|                               | Dim Sum                        | (Asien) China                                         | Begriff für verschiedene chinesische Snacks, teilweise gefüllt wie Baozi                                           |
|                               | Enchilada                      | (Nordamerika) Mexiko                                  | weiche Tortillas aus Maismehl mit Sauce übergossen                                                                 |
|                               | Empanada                       | (Europa) Spanien, Mittel- und Südamerika, Philippinen | frittierte Teigtaschen, deren Form und Füllung je nach Land variieren                                              |
|                               | Etschpotschmak                 | (Asien) Tatarstan, Baschkortostan                     | dreieckige Teigtaschen mit Hammelfleisch                                                                           |
|                               | Frühlingsrolle                 | (Asien)                                               | frittierte Teigrollen, eine nicht frittierte Variante sind Sommerrollen                                            |
|                               | Gefillde                       | (Europa) Saarland/Pfalz                               | Kartoffelklöße mit Fleischfüllung                                                                                  |
|                               | Hujiao bing                    | (Asien) China                                         | pfefferige Teigtasche                                                                                              |
|                               | Kärntner Nudel                 | (Europa) Kärnten                                      | ähnlich den Schlutzkrapfen                                                                                         |
|                               | Karelische Pirogge             | (Europa) Karelien                                     | aus einer dünnen Teighülle mit je nach Region unterschiedlichen Füllungen                                          |
|                               | Karipap                        | (Asien) Südostasien                                   | Teigtaschen mit Curry gewürzter Füllung                                                                            |
|                               | Knish                          | (Nordamerika)                                         | gefüllte Gebäckstücke der aschkenasischen und der amerikanisch-jüdischen Küche                                     |
|                               | Kreplach                       | (Europa)                                              | gefüllte Teigtaschen der aschkenasisch-jüdischen Küche                                                             |
|                               | Mantı                          | (Asien) Türkei, Zentralasien                          | Teigbällchen mit Hackfleisch oder Linsen gefüllt                                                                   |
|                               | Mandu                          | (Asien) Südkorea                                      | gedämpfte oder frittierte Teigtaschen, auch als Jiaozi (China) oder Gyōza (Japan) bekannt                          |
|                               | Maultasche                     | (Europa) Schwabenland                                 | Teigtaschen aus Nudelteig, auch als Suppeneinlage in Brühe serviert                                                |
|                               | Momo                           | (Asien) Nepal, Tibet                                  | Teigtaschen aus Nudelteig, meist als Suppeneinlage in Tomatensuppe serviert                                        |
|                               | Panzerotto                     | (Europa) Apulien, Kampanien                           | Siedegebäck, manchmal auch mit süßer Füllung                                                                       |
|                               | Pastelles                      | (Nordamerika) Trinidad                                | in Blätter verpackte Teigtaschen ähnlich den Tamale                                                                |
|                               | Pelmeni                        | (Europa) Osteuropa                                    | mit Fleisch gefüllte Teigtaschen, Nationalgericht der russischen Küche                                             |
|                               | Pirogge                        | (Europa) Osteuropa                                    | deftig oder süß gefüllte Teigtaschen                                                                               |
|                               | Ravioli                        | (Europa) Italien                                      | meist in Tomatensoße servierte Teigtaschen                                                                         |
|                               | Samosa                         | (Asien) Indien                                        | dreieckige oder halbmondförmige Teigtaschen                                                                        |
|                               | Scaccia                        | (Europa) Sizilien                                     | große, längliche Teigtaschen                                                                                       |
|                               | Schlutzkrapfen                 | (Europa) Tirol                                        | ähnlich den Kärntner Nudeln                                                                                        |
|                               | Sigara böregi                  | (Asien) Türkei                                        | frittierte, Zigarren ähnliche Teigröllchen                                                                         |
|                               | Stettiner Pastetchen           | (Europa) Stettin in Polen                             | Krapfen mit Fleischfüllung                                                                                         |
|                               | Tamale                         | (International) Lateinamerika                         | in Blätter verpackte Teigtaschen ähnlich den Pastelles                                                             |
|                               | Tirteln                        | (Europa) Südtirol                                     | Schmalzgebäck je nach Region mit herzhafter oder süßer Füllung                                                     |
|                               | Tortellini                     | (Europa) Bologna                                      | gefüllte ringförmige Pastasorte, mit Sauce oder als Suppeneinlage serviert                                         |
|                               | Tortelloni                     | (Europa) Italien                                      | ähnlich den Tortellini, aber größer                                                                                |
|                               | Tscheburek                     | (Europa) Russland                                     | flache, halbrunde Teigtaschen                                                                                      |
|                               | Wan Tan                        | (Asien) China                                         | Teigtaschen aus Nudelteig mit unterschiedlichen Formen und Füllungen                                               |
|                               | Wareniki                       | (Europa) Osteuropa                                    | dampfgegarte Teigtaschen, Nationalgericht der ukrainischen Küche                                                   |
|                               | Xiaolongbao                    | (Asien) China                                         | kleine dampfgegarte Teigbällchen, traditionell mit Fleisch und Brühe gefüllt                                       |
|                               | Zillertaler Krapfen            | (Europa) Zillertal                                    | frittierte Teigtaschen                                                                                             |
| Süße Back- und Teigwaren      |                                |                                                       | |
|                               | Atayef                         |                                                       | gefüllte Crêpes, anschließend frittiert                                                                            |
|                               | Berliner Pfannkuchen           | (Europa) Norddeutschland                              | entspricht den Krapfen in Süddeutschland                                                                           |
|                               | Bobbes                         | (Europa) Deutschland                                  | Gebäck aus Mürbe- oder Hefeteig                                                                                    |
|                               | Cannolo                        | (Europa) Sizilien                                     | frittierte Teigrollen mit cremiger Füllung                                                                         |
|                               | Dampfnudeln                    | (Europa) Süddeutschland                               | Hefeklöße, in einigen Regionen auch mit herzhafter Füllung                                                         |
|                               | Dariole                        | (Europa) Frankreich                                   | Kleingebäck aus Blätterteig                                                                                        |
|                               | Dorayaki                       | (Asien) Japan                                         | Eierkuchen, traditionell gefüllt mit Bohnenpaste                                                                   |
|                               | Eclair                         | (Europa) Frankreich                                   | längliches Gebäck aus Brandteig                                                                                    |
|                               | Imagawayaki                    | (Asien) Japan                                         | Gebäck, traditionell gefüllt mit Bohnenpaste                                                                       |
|                               | Karakudamono                   | (Asien) Japan                                         | süße Teigtaschen, die eine achtlappige Lotusblüte darstellen                                                       |
|                               | Leipziger Räbchen              | (Europa) Leipzig                                      | mit Dörrpflaumen und Marzipan gefüllte Teigbällchen                                                                |
|                               | Marillenknödel                 | (Europa) Österreich                                   | kleine Klöße aus Topfen- oder Kartoffelteig                                                                        |
|                               | Modaka                         | (Asien) Indien                                        | Teigbällchen aus Reisteig                                                                                          |
|                               | Powidltascherl                 | (Europa) Österreich, Böhmen                           | mit Pflaumenmus gefüllte Teigtaschen                                                                               |
|                               | Rugelach                       | (Europa), USA                                         | Kipferl der aschkenasischen Küche                                                                                  |
|                               | Seada                          | (Europa) Sardinien                                    | runde frittierte Teigtaschen                                                                                       |
|                               | Semla                          | (Europa) Schweden, Finnland, Estland                  | Hefeteiggebäck mit einer Füllung aus Mandelmasse und Sahne                                                         |
|                               | Sfogliatelle                   | (Europa) Italien, Neapel                              | Gebäck aus Blätterteig                                                                                             |
|                               | Striezel                       | (Europa) Deutschland, Österreich                      | Gebäck aus Hefeteig ähnlich dem Mohnstriezel                                                                       |
|                               | Topfenstrudel                  | (Europa) Österreich, Ungarn                           | ein Strudelteiggebäck ähnlich dem Apfelstrudel                                                                     |
|                               | Windbeutel                     | (Europa)                                              | auch bekannt als Profiteroles                                                                                      |
|                               | Zwetschgenknödel               | (Europa) Österreich, Ungarn                           | Klöße aus Topfen-, Hefe- oder Kartoffelteig                                                                        |